# Машкинский (Брянская область)
Машкинский — поселок в Новозыбковском городском округе Брянской области.

## География
Находится в западной части Брянской области на расстоянии приблизительно 11 км на север по прямой от районного центра города Новозыбков.

## История
Известен с 1920-х годов, на карте 1941 года отмечен как Пищевик (34 двора). До 2019 года входил в состав Халеевичского сельского поселения Новозыбковского района до их упразднения.

## Население
Численность населения: 160 человек (1926, приблизительно), 12 человек в 2002 году (русские 100 %), 3 в 2010.